# 9127 Brucekoehn
A 9127 Brucekoehn (ideiglenes jelöléssel 1998 HX51) a Naprendszer kisbolygóövében található aszteroida. LONEOS (Lowell Observatory Near-Earth-Object Search) program keretében fedezték fel 1998. április 30-án.